# 晋州警察署
晋州警察署（チンジュけいさつしょ）は、慶南地方警察庁所管の警察署である。

## 管轄区域
- 晋州市

## 沿革
- 1945年12月21日 - 開署
- 1976年3月30日 - 現在の庁舎を新築

## 組織
- 警務課
- 生活安全課
- 捜査課
- 刑事課
- 警備交通課
- 情報保安課

## 管轄地区隊
- 飛鳳地区隊
- 上大地区隊
- 南江地区隊

## 管轄派出所
- 晋陽湖派出所
- 開陽派出所
- 下大派出所
- 一班城派出所
- 智水派出所
- 水谷派出所
- 大谷派出所
- 文山派出所
- 琴山派出所